# 前田製作所 (長野県)
株式会社前田製作所（まえだせいさくしょ）は、長野県長野市に本社を置くクレーン（かにクレーン、ミニクローラークレーン、車両搭載型クレーン）や高所作業車などを扱うメーカーである。インフロニア・ホールディングスの子会社。また、コマツ製品を扱う総販売店である。
コマツの系列代理店を合弁で設立した経緯を持つ。

## 沿革
- 1960年 - 前田建設工業株式会社の篠ノ井機械工場として創業[2]。
- 1962年 - 株式会社前田製作所を設立[2]。
- 1963年 - コマツ製品取扱開始。
- 1987年 - 株式会社オートラママエダを設立。フォード車の販売ディーラー事業を長野・埼玉で開始。
- 1989年 - 株式を店頭公開（現在のJASDAQ）。
- 1991年 - 株式会社ネオックスを設立
- 1994年 - オートラママエダが「株式会社フォードマエダ」に商号変更
- 1995年 - ISO9001認証取得。
- 2000年 - ISO14001認証取得。
- 2008年 - 株式会社サンネットワークマエダを設立。
- 2016年 - フォードの日本撤退に伴い、自動車販売事業を9月30日で終了。10月1日、フォードマエダが「株式会社マエダオールサポート」に商号変更。保険代理店事業に業態変更する。
- 2021年
  - 9月29日 - JASDAQ市場上場廃止。
  - 10月1日 - 親会社の前田建設工業株式会社、兄弟会社の前田道路株式会社と共同で株式移転を実施し、経営統合。共同持株会社であるインフロニア・ホールディングスの子会社となる[3][4]。

## 主要製品
- かにクレーン
- クローラークレーン
- トラック積載型クレーン（カーゴクレーン）-　但し、自社生産ではなくタダノからOEM供給を受けている。

## 関連会社
- 株式会社マエダオールサポート（保険代理店）
- 株式会社ネオックス（油圧機器の製造）
- 株式会社サンネットワークマエダ（介護福祉用品のレンタル）